# Russische Besetzung Berlins (1760)
Pirna – Lobositz – Prag – Gabel – Kolin – Groß-Jägersdorf – Moys – Roßbach – Breslau – Leuthen – Domstadtl – Olmütz – Neisse – Zorndorf – Hochkirch – Kay – Kunersdorf – Hoyerswerda – Maxen – Koßdorf – Landeshut – Liegnitz – Oschatz – Berlin – Wittenberg – Torgau – Döbeln – Burkersdorf – Reichenbach – Freiberg
Während des Siebenjährigen Krieges wurde Berlin zweimal von feindlichen Armeen erobert. Nach dem Berliner Husarenstreich im Oktober 1757 musste die preußische Hauptstadt im Oktober 1760 vor russischen und österreichischen Truppen erneut kapitulieren. Berlin und die umliegenden märkischen Städte bis Potsdam wurden besetzt. Nach vier Tagen zogen die Besatzer vor der heranrückenden preußischen Hauptarmee ab.

## Ausgangssituation
Nach der verlustreichen Niederlage bei Kunersdorf (1759) hatte das „Mirakel des Hauses Brandenburg“ Preußens König Friedrich II. strategisch zwar vorerst gerettet, er war aber zur Defensive gezwungen. Nach weiteren Fehlschlägen konnte er mit seinen verbliebenen Truppen erst im August 1760 bei Liegnitz wieder ein Korps der österreichischen Hauptarmee schlagen, eine Vereinigung der Österreicher mit den Russen verhindern und sich einer drohenden Umklammerung entziehen. Die Verbündeten unter Wilhelm von Fermor und Leopold Joseph von Daun kommandierten daher am 26. September 1760 Einheiten zur Eroberung Berlins ab, um Friedrich dazu zu zwingen, eigene Kräfte zum Schutz der Hauptstadt von der Hauptarmee abzuteilen.

## Belagerung und Kämpfe
Unter dem Kommando des sächsisch-russischen Generals Gottlob Curt Heinrich von Tottleben rückten am 3. Oktober 1760 erste Kosaken-Einheiten über Cöpenick bis an das Cottbusser Tor und Hallesche Tor heran (beide im heutigen Ortsteil Berlin-Kreuzberg gelegen), wurden aber zunächst von der von Generalfeldmarschall Johann von Lehwaldt befehligten Berliner Garnison und durch von Templin (bei Potsdam) heraneilende Verstärkungen unter General Friedrich Eugen von Württemberg zurückgeschlagen. Am 7. Oktober griffen aus Richtung Beelitz (südwestlich Berlins) hinzukommende Verstärkungen des Generals Johann Dietrich von Hülsen die Truppen Tottlebens an. Insgesamt standen den Preußen etwa 14.000 Mann (nach anderen Angaben 18.000 Mann) zur Verteidigung der 120.000-Einwohner-Stadt zur Verfügung.
Tottlebens 5.000 Mann wiederum erhielten Verstärkung durch das russische Corps des Generalleutnants Sachar Grigorjewitsch Tschernyschow (in Quellen auch Tschernyschew), der bei Lichtenberg auf von Württemberg traf, und das österreichische Corps unter Kommando des Generals Franz Moritz von Lacy (auch Lascy), das bei Mariendorf auf von Hülsen traf. Zu Lacys Corps gehörten das sächsische Ulanenregiment Zezschwitz (Zeschwitz) sowie sächsische Dragoner vom Graf Brühlschen Regiment. Unter den russischen Truppen befanden sich die Generale Panin, Dolgoruki und Leontiew, unter den österreichischen Truppen die Generale Joseph von Brentano, Esterházy und von Liechtenstein.
Am 8. Oktober 1760 zogen Württemberg und Hülsen nach Spandau ab (und von da weiter nach Brandenburg) und der Berliner Stadtkommandant Hans Friedrich von Rochow (der die Stadt bereits 1757 den Österreichern hatte überlassen müssen) kapitulierte vor Tottleben. Als neuen Stadtkommandanten setzte Tottleben den deutschstämmigen russischen Brigadegeneral Johan von Bachmann ein.
In der Nacht vom 8. zum 9. Oktober rückten Tottlebens und Tschernyschows russische Einheiten in die Hauptstadt ein; Lacys österreichische, ungarische, kroatische und sächsische Truppen besetzten die Vorstädte und das Umland. Beim Einzug fügten die Russen und Österreicher der Nachhut der abrückenden Preußen noch einige Verluste zu.

## Besetzung und Plünderung

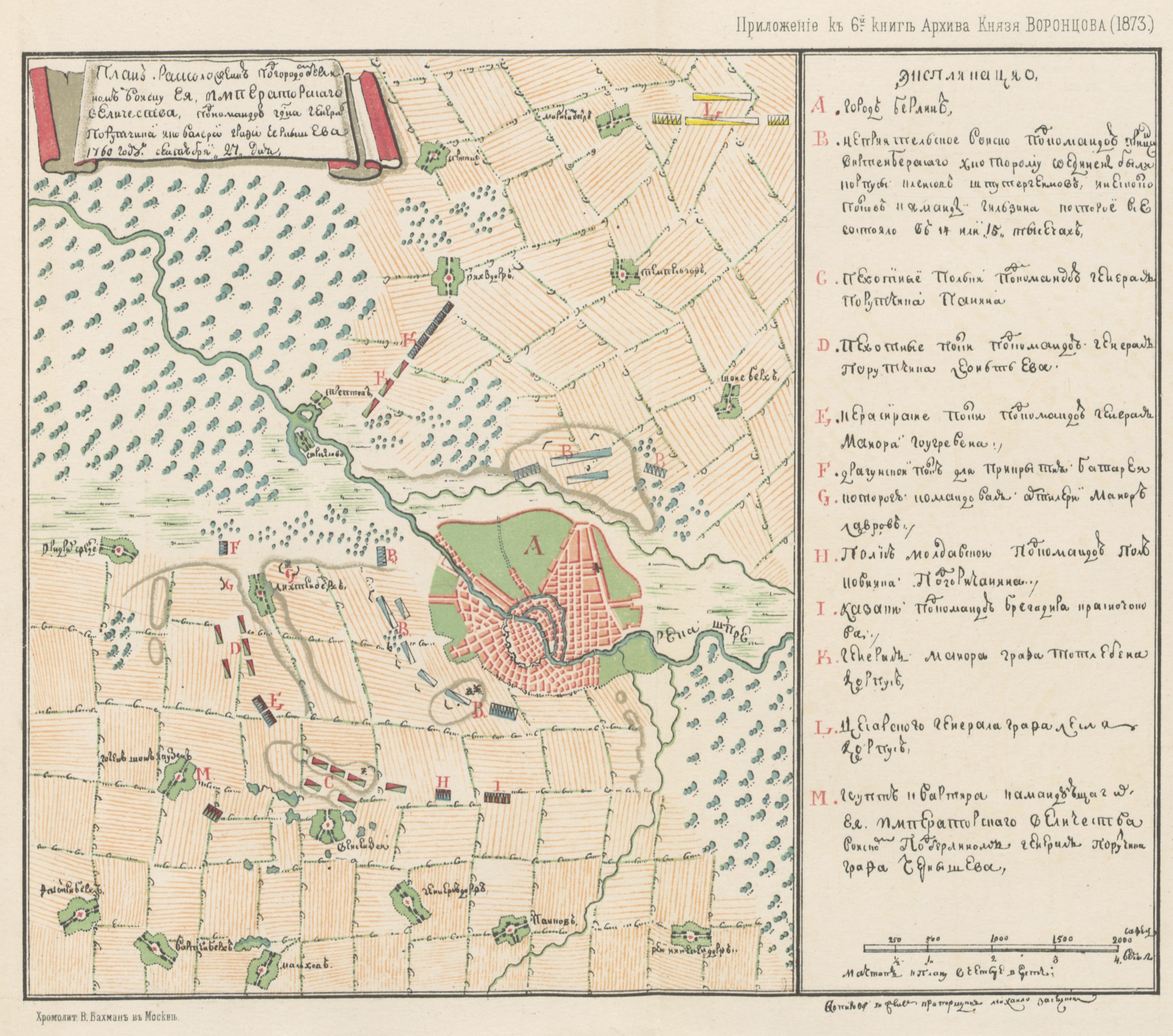
Russische Karte mit Truppenaufstellung der Belagerer (Familienarchiv des Fürsten Woronzow)

Tottleben bezog sein Quartier im Haus des Kaufmanns Johann Ernst Gotzkowsky in der Brüderstraße 39 bzw. im dortigen Montgobertschen (vormals Vicentschen) Haus. Der Hauptstadt wurde eine Kontribution von 500.000 Talern abverlangt. Über deren Aufteilung, aber auch darüber, wer in Berlin einrücken und wo Quartier nehmen darf, brachen unter den drei verbündeten Befehlshabern alsbald Streitigkeiten aus.
Mehr als die Russen begannen die Österreicher und Sachsen zu plündern und zu brandschatzen. Bis auf die Sauvegarden sollten alle Truppen vor der Stadt lagern. Tottleben ließ daher seine Sauvegarden auf eingedrungene Österreicher feuern und einige füsilieren, worauf es zu vereinzelten bewaffneten Zusammenstößen zwischen regulären russischen Truppen und plündernden Österreichern kam.
Auf Gerüchte hin, dass sich der preußische König Friedrich II. oder Prinz Heinrich mit der gesamten Hauptarmee nähere, zogen sich Lacys Österreicher schon in der Nacht vom 11. zum 12. Oktober zu ihrer Hauptarmee nach Torgau zurück. Am 12. Oktober rückten die Truppen Tschernyschows nach Frankfurt (Oder) ab, und bis zum 13. Oktober folgte ihnen schließlich noch Tottlebens Nachhut. Im Chaos des Aufbruchs kam es nochmals zu einigen Plünderungen in den Vororten; am Abend des 13. Oktober marschierten auch die letzten russischen Sauvegarden aus Berlin ab. Beim Abzug soll der Magistrat dem Brigadegeneral Bachmann für sein anständiges und ehrenhaftes Bemühen um den Schutz von Recht und Ordnung in der besetzten Hauptstadt zusätzliche 10.000 Taler Belohnung angeboten haben. Bachmann habe jedoch abgelehnt und geantwortet, vier Tage lang Stadtkommandant gewesen zu sein, sei bereits eine ausreichende Ehre und Belohnung gewesen.

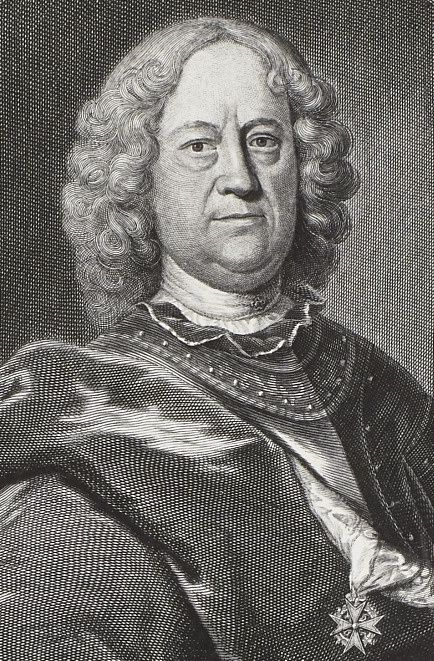
General von Tottleben beschützte mit seinen russischen Sauvegarden das besetzte Berlin
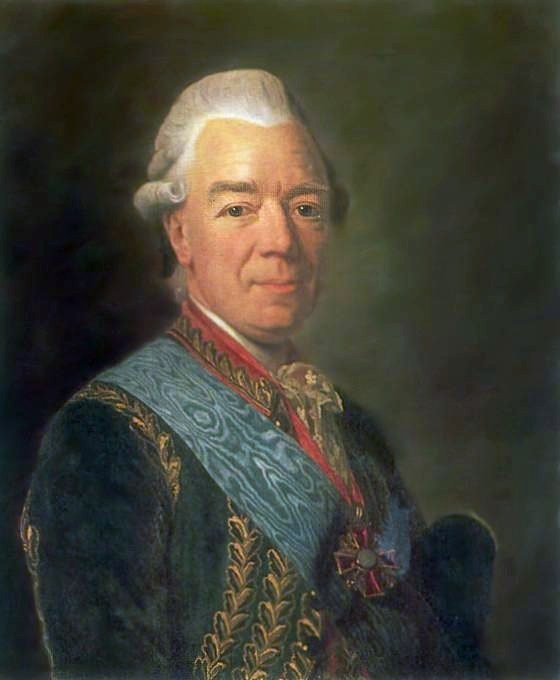
General Tschernyschow wurde statt Tottleben für die Einnahme ausgezeichnet
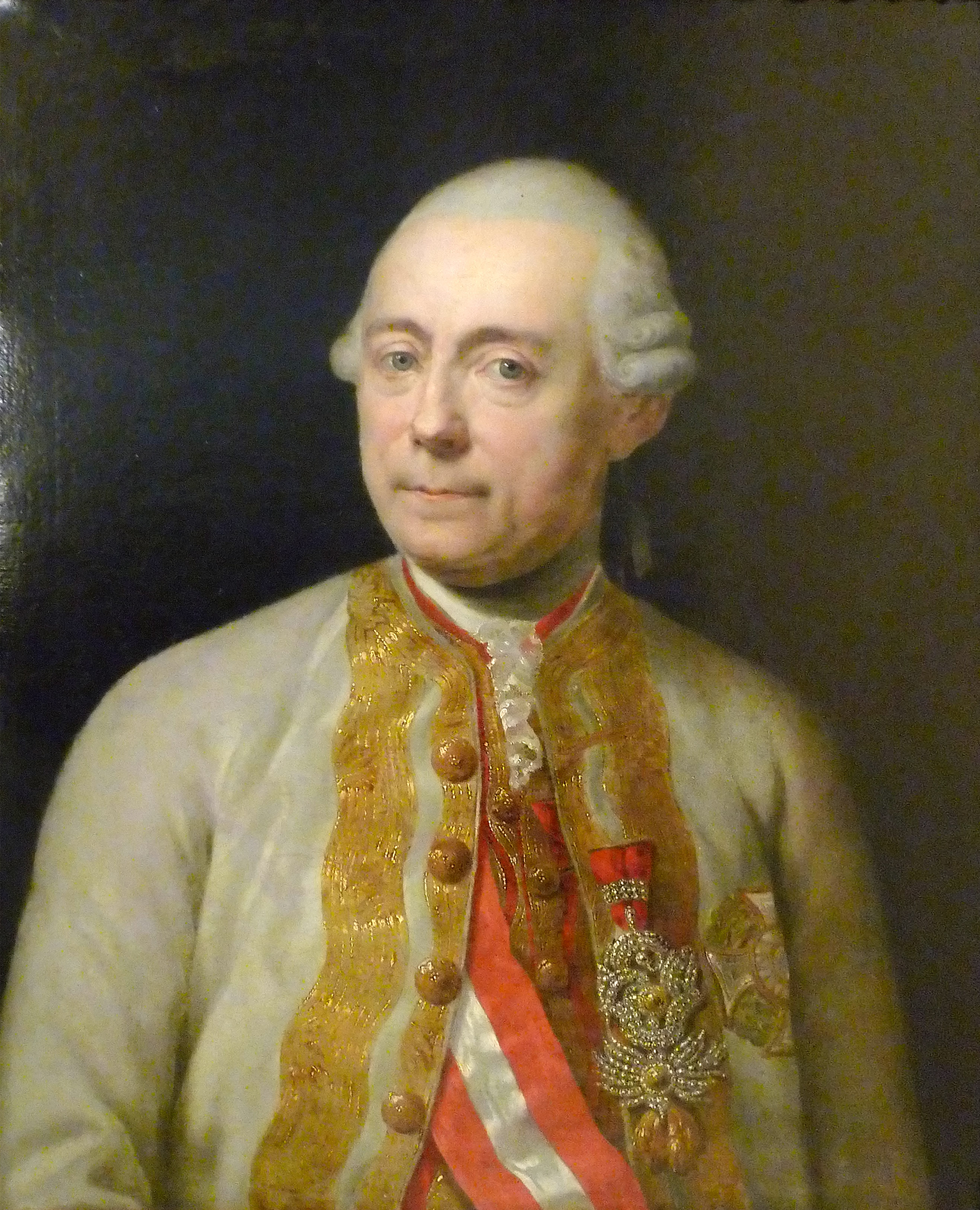
Auch der österreichische General von Lacy wirkte mit, seine Truppen plünderten
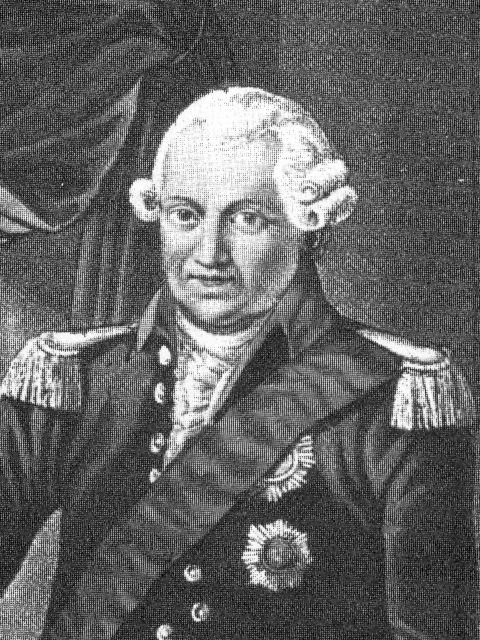
Der preußische General von Württemberg musste die erneute Besetzung zulassen

## Folgen
Militärisch blieb die Besetzung Berlins nur eine Episode. Für Preußen war sie jedoch ein peinlicher Tiefschlag, denn sie war symptomatisch für die verzweifelte Lage des Königreichs. Die Zerstörungen versetzten König Friedrich II. in Wut. Allein in Berlin bezifferte der Magistrat die Schäden auf 2 Mio. Taler. Vor allem militärische und königliche Einrichtungen wurden heimgesucht und gebrandschatzt, so z. B. das Zeughaus, Gießereien, Pulvermühlen usw. Stärker als Berlin aber litten die umliegenden Städte unter den Plünderungen. Im von Lacy besetzten Potsdam blieben die königlichen Schlösser verschont, herannahende Kosaken wiesen die Österreicher an der Langen Brücke ab, doch die Schlösser in Charlottenburg, Schönhausen und Friedrichsfelde wurden von Kosaken, sächsischen Dragonern und Ulanen sowie österreichischen und ungarischen Husaren verwüstet.
Friedrich folgte den Österreichern, deren Hauptarmee er am 3. November 1760 bei Torgau hatte schlagen können, dabei jedoch große Verluste erlitt. Für weitere Entscheidungsschlachten brachten beide inzwischen erschöpften und kriegsmüden Seiten bis zum Ende das Konflikts nicht mehr die Kraft auf. Friedrichs Lage verschlimmerte sich 1761 durch das Ausbleiben finanzieller Unterstützung seitens seines Verbündeten Großbritannien. Verzweifelt bemühte er sich in seinem von Feinden umzingelten Lager von Bunzelwitz gegen Österreich und Russland sogar um ein Bündnis mit dem Osmanischen Reich. Erst ein weiteres Mirakel (Wunder, diesmal ein politisches), der Seitenwechsel bzw. Kriegsaustritt Russlands, brachte 1762 die Wende. Ausgerechnet Tschernyschows Korps sollte nach dem Willen des neuen Zaren Peters III. nun an Friedrichs Seite gegen die Österreicher kämpfen. Doch dazu kam es nicht mehr. Nach dem raschen Tod des Regenten schied Russland aus dem Krieg aus, die Auseinandersetzung zwischen Preußen und Österreich zog sich noch bis 1763 hin.

## Künstlerische Darstellung durch Chodowiecki, Menzel und Kotzebue

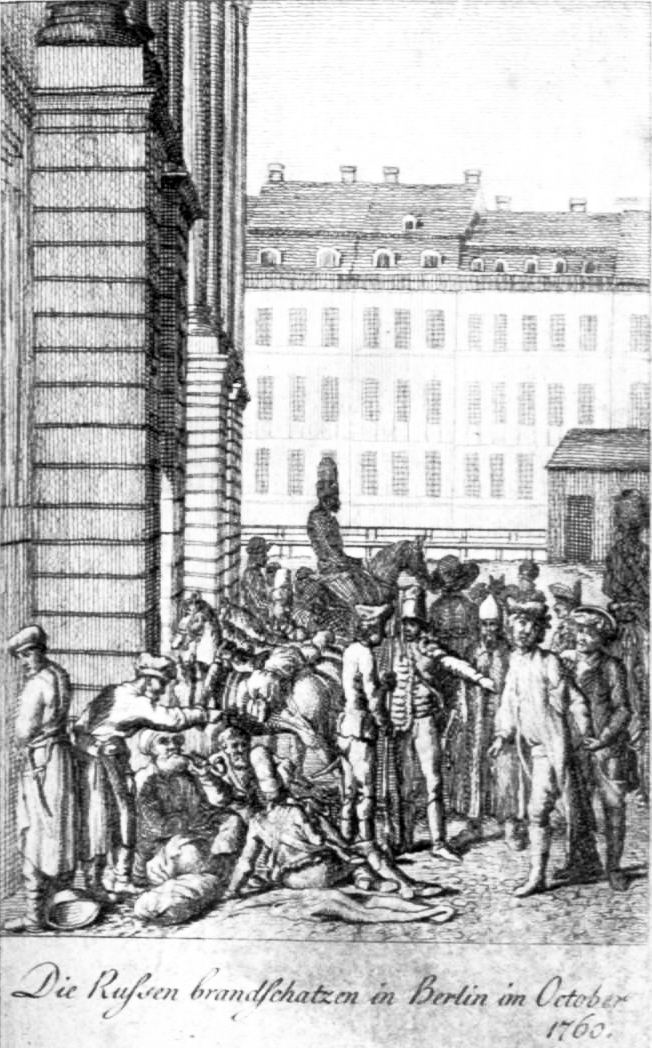
Die Russen brandschatzen in Berlin im Oktober 1760 (Daniel Chodowiecki, 1789)
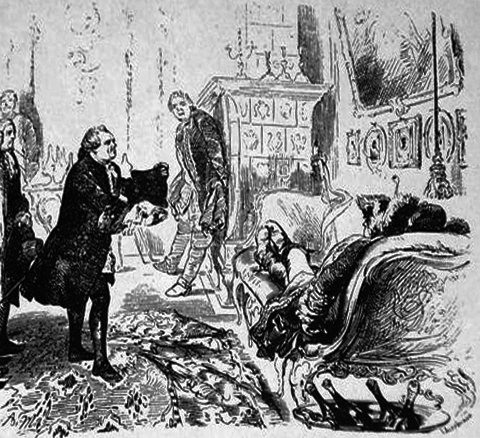
Gotzkowsky bittet den russischen Befehlshaber um Schonung der Stadt (Adolph Menzel, 1840)
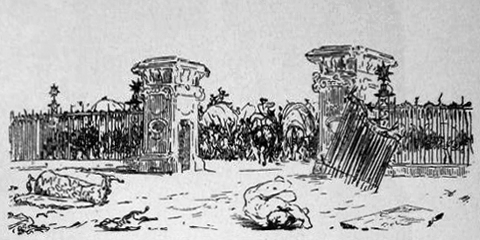
Die Sachsen ziehen aus dem demolierten Schloss Charlottenburg ab (Adolph Menzel, 1840)
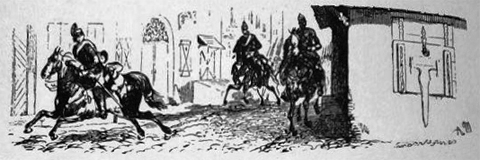
Österreichische Chevauxlegers sprengen durch Berlin (Adolph Menzel, 1840)
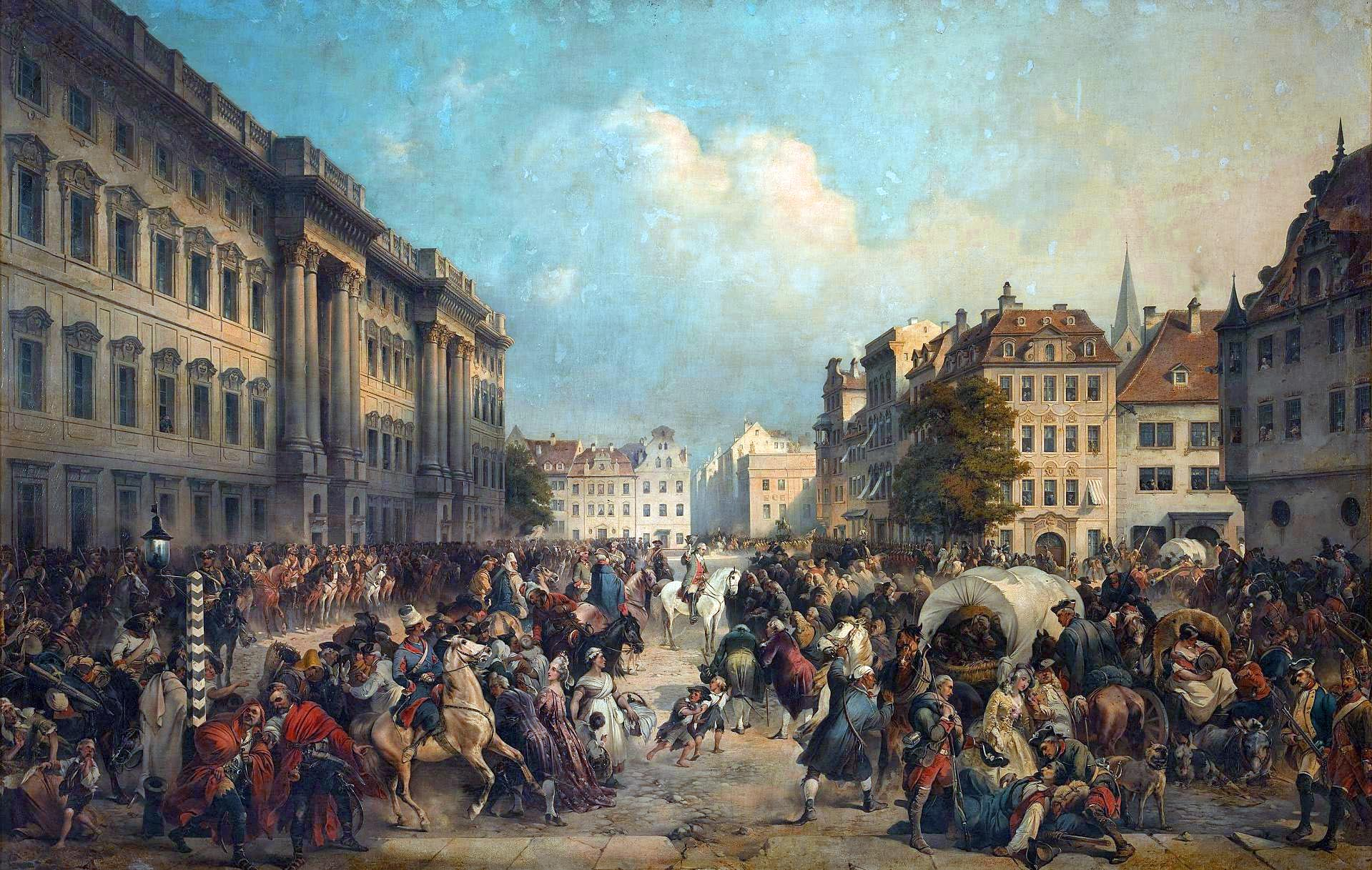
Russische Besetzung Berlins am 9. Oktober 1760 (Alexander Kotzebue, 1849)